# Sankt Ulrich (Feuchtwangen)
Sankt Ulrich (fränkisch/feuchtwangerisch Duuleri) ist ein Gemeindeteil der Stadt Feuchtwangen im Landkreis Ansbach (Mittelfranken, Bayern). Sankt Ulrich liegt in der Gemarkung Krapfenau.

## Geographie
Das Dorf liegt auf einer Erhebung, die gegen Osten und Süden ins Schönbachtal und gegen Westen ins Sulzachtal abfällt. Im Osten grenzt das St.-Ulrich-Holz an. Eine Gemeindeverbindungsstraße führt nach Feuchtwangen zur Kreisstraße AN 41 (0,7 km nordwestlich) bzw. nach Schönmühle (0,4 km südöstlich), eine weitere führt ebenfalls zur AN 41 (0,5 km südlich).

## Geschichte
Benannt wurde der Ort nach einer Kapelle, die dort einstmals stand. Im Jahr 1360 verkaufte Hermann der Schweitzer der Stadt Feuchtwangen seine Güter in Freudenberg samt Zugehörungen. Das Hochstift Eichstätt, das dort Lehen hatte, bekam von diesem zum Ausgleich einen Hof in St. Ulrich.
Sankt Ulrich lag im Fraischbezirk des ansbachischen Oberamtes Feuchtwangen. Im Jahr 1732 bestand der Ort aus 5 Anwesen mit 6 Mannschaften und 1 Gemeindehirtenhaus. Grundherren waren das Stiftsverwalteramt Feuchtwangen (2 Anwesen), das Kastenamt Feuchtwangen (1 Haus mit doppelter Mannschaft), das eichstättische Kastenamt Arberg-Ornbau (2 Anwesen, Abgaben gingen an die Pfarrei Königshofen). Gegen Ende des 18. Jahrhunderts bestand der Ort aus 10 Anwesen, wovon 8 feuchtwangischen Ämtern unterstanden. Von 1797 bis 1808 unterstand der Ort dem Justiz- und Kammeramt Feuchtwangen.
Mit dem Gemeindeedikt (frühes 19. Jahrhundert) wurde Sankt Ulrich dem Steuerdistrikt Heilbronn und der Ruralgemeinde Krapfenau zugeordnet. Im Zuge der Gebietsreform in Bayern wurde Sankt Ulrich am 1. Juli 1971 nach Feuchtwangen eingemeindet.

## Einwohnerentwicklung
| Jahr      | 001818 | 001840 | 001861 | 001871 | 001885 | 001900 | 001925 | 001950 | 001961 | 001970 | 001987 |
| Einwohner | 43     | 38     | 49     | 48     | 35     | 31     | 33     | 44     | 34     | 38     | 93     |
| Häuser    | 9      | 8      |        |        | 9      | 8      | 8      | 9      | 7      |        | 10     |
| Quelle    | [ 12 ] | [ 13 ] | [ 14 ] | [ 15 ] | [ 16 ] | [ 17 ] | [ 18 ] | [ 19 ] | [ 20 ] | [ 21 ] | [ 1 ]  |

## Religion
Der Ort ist seit der Reformation evangelisch-lutherisch geprägt und bis heute nach St. Johannis (Feuchtwangen) gepfarrt. Die Einwohner römisch-katholischer Konfession sind nach St. Ulrich und Afra (Feuchtwangen) gepfarrt.